# Pseudophyllidae
Pseudophyllidae är en familj av plattmaskar. Pseudophyllidae ingår i ordningen Eucestoda, klassen Neodermata, fylumet plattmaskar och riket djur.